# Диплатинатрилантан
Диплатинатрилантан — бинарное неорганическое соединение, интерметаллид
платины и лантана
с формулой La3Pt2,
кристаллы.

## Получение
- Сплавление стехиометрических количеств чистых веществ:

{\displaystyle {\mathsf {2Pt+3La\ {\xrightarrow {1300^{o}C}}\ La_{3}Pt_{2}}}}

## Физические свойства
Диплатинатрилантан образует кристаллы
тригональной сингонии,
пространственная группа R 3,
параметры ячейки a = 0,9096 нм, c = 1,7303 нм, Z = 9,
структура типа диникельтриэрбия Er3Ni2
.
Соединение образуется по перитектической реакции при температуре ≈ 1300 °С (1046°С).